# A Nine O'Clock Town
A Nine O'Clock Town è un film muto del 1918 diretto da Victor Schertzinger sotto la supervisione di Thomas H. Ince.

## Produzione
Il film fu prodotto dalla Famous Players-Lasky Corporation e dalla Thomas H. Ince Corporation.

## Distribuzione
Il copyright del film, richiesto dalla Thomas H. Ince Corp., fu registrato il 25 luglio 1918 con il numero LP12692
Distribuito dalla Paramount Pictures e dalla Famous Players-Lasky Corporation, il film - presentato da Thomas H. Ince - uscì nelle sale cinematografiche statunitensi il 28 luglio 1918.
Non si conoscono copie ancora esistenti della pellicola che viene considerata presumibilmente perduta.